# 140-и западен меридиан
140-ият западен меридиан или 140° западна дължина e меридиан, който преминава от Северния полюс на север, през Северния ледовит океан, Северна Америка, Тихия океан и Антарктида до Южния полюс на юг.
Сформира голяма окръжност с 40-и източен меридиан.
| Координати                                          | Океани, Морета Държави | Подробности (административни единици, градове, други) |
| --------------------------------------------------- | ---------------------- | --- |
| 90°00′ с. ш. 0°00′ и. д. / 90° с. ш. 0° и. д.       | Северен полюс          | |
| 80°00′ с. ш. 140°00′ з. д. / 80° с. ш. 140° з. д.   | Северен ледовит океан  | |
| 73°00′ с. ш. 140°00′ з. д. / 73° с. ш. 140° з. д.   | море Бофорт            | |
| 65°00′ с. ш. 140°00′ з. д. / 65° с. ш. 140° з. д.   | Канада                 | Юкон |
| 60°00′ с. ш. 140°00′ з. д. / 60° с. ш. 140° з. д.   | САЩ                    | Аляска |
| 7°30′ ю. ш. 140°00′ з. д. / 7.5° ю. ш. 140° з. д.   | Тихи океан             | Маркизки острови – остров Нуку Хива (8°52′ ю. ш. 140°08′ з. д. / 8.866667° ю. ш. 140.133333° з. д.), остров Уа Поу (9°24′ ю. ш. 140°04′ з. д. / 9.4° ю. ш. 140.066667° з. д.), о-ви Туамоту – атол Факахина (15°59′ ю. ш. 140°08′ з. д. / 15.983333° ю. ш. 140.133333° з. д.) |
| 82°30′ ю. ш. 140°00′ з. д. / 82.5° ю. ш. 140° з. д. | Антарктида             | Земя Мери Бърд, Бряг Хобс/Бряг Рупърт |
| 90°00′ ю. ш. 0°00′ и. д. / 90° ю. ш. 0° и. д.       | Южен полюс             | |